# Carl von Zeipel
Carl Samuel Fredrik von Zeipel, född den 28 mars 1793 i Sölvesborg, död den 12 februari 1849, var en svensk författare. Han var son till en inflyttad tysk fabriksidkare Johan Fredrik von Zeipel och Kristina Juliana Ziervogel. Han gifte sig den 18 april 1816 med Fredrika Wilhelmina Haeffner, dotter till Johann Christian Friedrich Haeffner. Han var far till Evald Victor von Zeipel och farfar till Edvard Hugo von Zeipel.

## Biografi
Sedan föräldrarna omkring 1801 flyttat till det i Järlåsa socken i Uppland belägna pappersbruket Lingonbacka, som tillfallit modern i arv, inskrevs Zeipel elva år gammal som student vid Uppsala universitet och avlade med hedrande vitsord kansliexamen 1811. Han ämnade därefter ta juridisk examen men övergav detta beslut för att ägna sig åt den dubbla verksamheten av praktisk yrkesidkare och författare. Efter att som bolagsman med Palmblad 1815–1819 ha innehaft akademiska boktryckeriet i Uppsala, nedsatte han sig sistnämnda år såsom brukspatron på sin fäderneärvda gård Lingonbacka och avled där vid femtiosex års ålder.
Han publicerades först som poet i Poetisk kalender och Phosphoros, sedan även i Svea, med några lyriska och episkt-lyriska kväden. Efter detta vilade hans penna en följd av år, medan hans tid upptogs av praktiska bestyr vid egendomen. Sedan han emellertid efter hand råkat i ekonomiskt bryderi och på 1840-talet kommit därhän att av sin lantegendom ha endast bostaden i behåll, upptog han, därtill driven av omsorg för sin talrika familjs underhåll, åter den avbrutna skriftställarverksamheten och lämnade en myckenhet historiska romaner och smärre berättelser, av vilka flera emottogs med stort bifall. 
Efter att ha öppnat raden av sina fosterländska skildringar med romanen Två herrar och en narr 1842 (översatt till tyska 1844), utgav han novellerna, Brevet utan adress samt Kungens vagn och Wallers vagn, romanerna Carl XI, Rabenius och hexeri-processen 1845, Vasaättlingarna i Rom 1846, Cecilia Wasa samma år, Seton: en skildring från slutet av förra århundradet, fyra delar 1847 (omtryckt 1887), utan tvekan den bästa av hans romaner, De sammansvurne eller mord och kröning, tre delar 1849, översatt till danska 1855, samt Furageringen, Lantvärnisten, Prövningen, Malcolm Sinclairs mord och så vidare.
Till det sista skedet av hans författarverksamhet hör även Vasagraven i Uppsala domkyrka: sånger al fresco 1843. Av hans poetiska skapelser, som alla utmärker sig för en ledig och klangfull diktion, torde, såsom mest tilltalande, kunna nämnas diktkransen Evangeliska romanser 1820. Åtskilliga av hans dikter har tonsatts av Adolf Fredrik Lindblad och Johan Erik Nordblom med flera.